# Rags (cane)
Rags (1916 - 22 marzo 1936) era un cane di razza Cairn Terrier e fu la mascotte della 1ª Divisione di fanteria statunitense durante la prima guerra mondiale.
Rags si unì alla divisione il 15 luglio 1917, a Montmartre, e rimase la sua mascotte fino alla morte. Imparò a portare messaggi tra la linea del fronte ed il quartier generale arretrato; inoltre grazie al suo udito riusciva a sentire, molto prima dei soldati, i proiettili nemici in arrivo.
Rags raggiunse una certa notorietà quando, durante l'offensiva della Meuse-Argonne, riuscì a consegnare un importantissimo messaggio nonostante i bombardamenti con i gas lo avessero reso parzialmente cieco, salvando così la vita a molti soldati. Il soldato James Donovan, che accudiva Rags, fu gravemente ferito ed infine morì poco dopo l'arrivo all'ospedale di Fort Sheridan; così nel 1920 Rags fu adottato dalla famiglia del Maggiore Raymond W. Hardenberg, che dopo vari trasferimenti arrivò a Fort Hamilton, New York, dove Rags divenne membro del 18º Reggimento di fanteria.
Rags morì il 22 marzo 1936 a Silver Spring (Maryland), dove fu sepolto all'Aspen Hill Memorial Park & Animal Sanctuary

## Libri sull'argomento
- Jack Rohan, Rags, War Hero, 1930.
- Jack Rohan, Rags: The Story of a Dog Who Went to War, 1930. 242 pagine